# Indoor Golf
Indoor Golf ist der Überbegriff für alle Aktivitäten rund um das Golfen, welche in einer Halle oder einem Raum durchgeführt werden. Dazu zählen Indoor Drivingrange, Chipping Area, Puttinggreen und Golfsimulatoren.
Indoor Golf wird mit den herkömmlichen Schlägern und Bällen gespielt. Es dient sowohl dem Training als auch dem Spiel auf einem virtuellen Golfplatz mittels eines Golfsimulators.

## Golfsimulator
Ein Golfsimulator ist ein technisches System das dem Golfer die Ausübung seiner Sportart unabhängig von Witterung und Tageszeit in einem umgebauten Raum (Indoorgolf) ermöglicht. Dabei wird der reale Golfschlag in eine virtuelle Golflandschaft projiziert. Es gibt auch Simulatoren mit natürlichen Bildern. Ein PC berechnet aus den Daten der Messeinheit (z. B. 3D-Dual-Kamerasystem, Infrarot, Ultraschall, Radar) mit geringer zeitlicher Verzögerung die Flugbahn des Golfballes, die dann per Beamer auf die Leinwand projiziert wird. Es gibt unterschiedliche Systeme, die entweder den fliegenden Golfball, den Golfschläger/Golfschwung oder beides erfassen und aus den ermittelten Daten über komplexe Algorithmen die Flugbahn des Golfballes berechnen. Auf einem Golfsimulator können sowohl klassische 18 Loch Golfplätze realitätsnah gespielt oder der Spieler übt auf der Driving Range. Der Spieler kann je nach System auch auf verschiedenen Academies wie Driving Academy, Chipping Academy, Putting Academy üben und sogar ein Club Fitting durchführen. Zur Grundausstattung eines modernen Golfsimulators gehört neben der Messtechnik, ein PC, ein Projektor/Beamer, eine Abschlagmatte und eine schlagfeste Leinwand die zugleich Fangnetz für den Golfball darstellt (integriert in eine geschlossene Kabine). Gespielt wird mit herkömmlichen Golfbällen- und Schlägern (Holz, Eisen, Putter). Erste Golfsimulatoren gab es bereits zu Beginn der 1980er Jahre. Die typischen Maße eines Golfsimulators sind etwa 4 × 6 Meter in der Grundfläche und gut 3 Meter in der Höhe, so dass eine ungehinderte Ausführung des Golfschwunges möglich ist.
Hierbei ist zu berücksichtigen, dass Systeme wie z. B. Radar in einzelnen Ländern sehr strenge Zulassungsbedingungen erfüllen müssen. Sind diese nicht erfüllt z. B. durch Nachweis einer amtlichen Zulassung o. ä. droht die Schließung der Anlage.
In den frühen Jahren der Golfsimulation waren die Messsysteme sehr ungenau und es wurden oftmals Schläge nicht erkannt. Dies hat sich in den 2000er Jahren deutlich verbessert, wenn auch bei hohen Kosten. So waren sogenannte FullSize Golfsimulatoren von guter Qualität ab ca. 35.000 Euro zu haben.
Die technische Entwicklung vor allem im Bereich der fotometrischen Messung (mit sogenannten HighSpeed Kameras) hat in den letzten Jahren dazu geführt, dass sich eine neue Einsteigerklasse gebildet hat und die Investitionen nun deutlich geringer sein können.

## Trainingseinrichtungen
Auch im Indoorbereich werden umfassende Trainingsmöglichkeiten angeboten.

### Indoor Driving Range
Eine Indoor Driving Range kann einen Ballflug zwischen 4 und 35 Metern ermöglichen und stellt eine Alternative für das Üben des Golfschwungs, unabhängig von Witterung und Tageszeit, dar. Gelegentlich stehen auch Auswertungsmöglichkeiten bezüglich Schwunggeschwindigkeit und Schwungbahn zur Verfügung.
Zusätzlich ist eine Automatisierung mit automatischer Ballrückführung und sog. TeeUp Automaten möglich.

### Chipping Area
Für das Üben des kurzen Golfspieles (Chippen, Pitchen) gibt es Übungsgrüns, gelegentlich auch mit Roughbereichen und Sandbunkern angereichert.

### Putting Green
Hier wird das Einlochen des Balles geübt. Im Indoorbereich werden durch die Verwendung von speziellen Materialien die Spielbedingungen des „echten“ Grüns nachempfunden. Ondulierungen verschiedenster Art sind ebenfalls möglich.

## Einsatzgebiete
Indoorgolf findet man in unterschiedlichen Bereichen. Überall wo genügend Platz vorhanden ist, um den Schläger zu schwingen, kann ein Trainingsbereich oder ein Golfsimulator installiert werden.

### Hotel
In guten Hotels findet man häufig Golfsimulatoren und Puttinggreens an. Diese dienen den Gästen zur Unterhaltung und werden sowohl von Golfern als auch zum Hineinschnuppern in diesen Sport benutzt.

### Sportcenter
Ein klassisches Indoorgolf Center besteht aus mehreren Golfsimulatoren und einem Übungsgelände, wie Indoor Drivingrange, Chipping Area und Puttinggreen.

### Zu Hause
Jeder der über einen Raum verfügt in dem ein voller Golfschwung möglich ist, kann sich einen Golfsimulator einbauen lassen. Es gibt weltweit mehr private Golfsimulatoren als öffentliche.